# Казарма (Брянская область)
Казарма — упразднённая в 2022 году железнодорожная казарма в Комаричском районе Брянской области  России. На год упразднения входил в состав  Литижского сельского поселения.

## География
Находился в юго-восточной части Брянской области на расстоянии приблизительно 2 км на юго-восток по прямой от районного центра поселка Комаричи у железнодорожной линии Навля—Льгов.

## История
Упоминалась с 1980-х годов. На карте 1941 года отмечена как безымянная будка.

Исключена из учётных данных в 2022 году Законом Брянской области от 26.09.2022 № 71-З
«Об упразднении населенных пунктов Клетнянского, Комаричского, Навлинского и Почепского районов Брянской области».

## Население
Численность населения: 8 человек (русские 100 %) в 2002 году, 0 в 2010.